# How Much Time Do We Have Left
„How Much Time Do We Have Left“ је песма словеначког глумца, комичара, телевизијског водитеља и музичара Клемена Слакоње. Написао ју је Клемен, а продуценти су Маја Слатиншек и Рајан Смол. Објављен је 25. јануара 2025. и представљаће Словенију на Песми Евровизије 2025.

## Позадина и композиција
„How Much Time Do We Have Left“ је у потпуности написао и компоновао Слакоња, а продуциран је уз помоћ Маје Слатиншек и Рајана Смола. Песма се бави периодом у којем је његовој супрузи, глумици Мојци Фатур, дијагностикован мијелодиспластични синдром, редак облик рака од којег се касније опоравила. Својим речима, Клемен слави снагу своје вољене у суочавању са болешћу, истичући важност заједничког времена и крхкост људског живота.

## Песма Евровизије

### ЕМА 2025
ЕМА 2025 је била двадесет пето издање ЕМА, формата који је РТВСЛО користила за одабир свог представника за Песму Евровизије. У првом кругу, пет тематских жирија, сваки састављен од по пет чланова, расподелили су своје бодове пратећи исти образац који се користи на Песми Евровизије, тј. 1–8, 10 и 12 бодова, и одабрали два учесника који су прошли у други круг; ове жирије су чинили музички извођачи, текстописци и продуценти, радио и телевизијске личности, чланови ОГАЕ Словенија и међународни утицајни људи и новинари на Евровизији. У суперфиналу, победника је искључиво одредило телегласање.
13. децембра 2024. Клемен је потврђен као један од 12 учесника на ЕМА 2025 са песмом „How Much Time Do We Have Left“. Песма је победила на ЕМА 2025 1. фебруара 2025. након два круга гласања, чиме је квалификовала да представља Словенију на Песми Евровизије.

### На Евровизији
Песма Евровизије 2025. одржаће се у Санкт Јакобсхалеу у Базелу и састојаће се од два полуфинала која ће се одржати 13. и 15. маја, и финала 17. маја 2025. Током жреба за расподелу одржаног 28. јануара 2025., Словенија је извучена да се такмичи у првом полуфиналу, наступајући у првој половини.

## Историја издања
| Земља | Датум            | Формат(и)                     | Верзија | Ознака                    | Извори |
| ----- | ---------------- | ----------------------------- | ------- | ------------------------- | ------ |
| Разно | 1. фебруар 2025. | дигитално преузимање/стриминг | Сингл   | Universal Music Словенија |        |